# Everardo del Friul
Everardo I del Friul (c. 820-Italia, 16 de diciembre de 866), también conocido como Eberardo, Eberhard o Evrad y San Everardo, ostentó el título de duque del Friul a partir de 846. Fue una importante figura política, militar y cultural del Sacro Imperio Romano Germánico, amigo de Sedulio Escoto, Rabano Mauro, Anastasio Bibliotecario, Hincmaro de Reims y mecenas de Godescalco de Orbais. Se casó con Gisela, hija de Ludovico Pío.
Es considerado santo por la Iglesia Católica, que celebra su fiesta el 16 de diciembre.

## Familia
Everardo heredó el título de duque del Friul de su padre Unruoch II del Friul, miembro de una ilustre familia franca o alemana y alto funcionario de la corte de Carlomagno, que se retiró a un monasterio en la última etapa de su vida. Su madre fue Engeltrude de París, hija de Begón, conde de Tolosa y de París, y de Alpaïs. Su hermano (o quizás hermanastro) fue Berenguer de Tolosa.
Everardo fue admitido en la corte de Ludovico Pío y educado en la Escuela Palatina fundada por Carlomagno y dirigida por Alcuino de York, siguiendo el sistema de Trivium y Quadrivium, periodo en el que desarrolló su talento para la ciencia, así como su sentido de la piedad. Además, inició la construcción de una gran biblioteca, cuyos libros enumeró detalladamente en su testamento.
Según el abad Jules Bataille, su padre era Berengario, el hijo del conde Unruoch. Su abuelo era, se dice, el conde Unruoch, que abandonó la corte de Carlomagno cuando firmó el testamento del emperador. Su madre pudo ser Engeltrude de París, hija de Begón, conde de París y Alpaïs. o, según el abad Bataille que, citando a Buzelin, afirmaba que Engeltrude era hija de Desiderio, rey de los lombardos.

## Guerras y mediaciones bajo Ludovico Pío
Cuando creció, Everardo del Friul empezó a participar en numerosas expediciones militares. Con los títulos de duque del Friul y conde de Treviso, defendió su tierra contra las invasiones de los búlgaros y, después de 825, logró expulsarlos definitivamente de la península itálica. Everardo disfrutó de un largo periodo de estabilidad y crecimiento cultural en un territorio que pronto se eleva a marca; solamente la crisis del Imperio trajo un periodo de inestabilidad con la invasión intermitente de los húngaros, que hicieron varias incursiones sin ánimo de establecers, sino de robar, matar e incendiar.
Fue fiel al emperador, incluso cuando tuvo que afrontar la rebelión de su propio hijo entre 830 y 839. Usó su influencia con Lotario I, hijo mayor de Ludovico Pío, para lograr una reconciliación entre padre e hijo y que Lotario se desplazara a Worms para implorar el perdón de su padre. Gracias a sus habilidades diplomáticas era sin duda el más adecuado para el difícil papel de mediador y esa confianza se renovó cuando fue partidario de Lotario I a la muerte del emperador Ludovico Pío en 840, recibiendo en contraprestación las posesiones de Véneto. En 842, Lotario I le reclama de nuevo para trasladar su disposición de llegar a un acuerdo con sus hermanos Luis el Germánico y Carlos el Calvo. En el año 856 obtiene en Mantova una confirmación sobre sus posesiones venecianas y nuevamente en 860 es uno de los testigos de la paz temporal que firman los monarcas en Coblenza.

## Matrimonio y vida en Cysoing
Como compensación a sus servicios, Ludovico Pío concedió a Everardo del Friul la mano de su hija, la princesa Gisela, que tuvo con su segunda mujer, Judith de Baviera. Everardo y Gisela tuvieron los siguientes hijos:
- Everardo (c. 837, muerto poco después de nacer)[9]
- Ingeltrude (837/840-870), posible esposa de Enrique de Franconia.
- Unruoch III de Friuli (c. 840-874)
- Berengario del Friul (c. 840-924), rey de Italia y emperador del Sacro Imperio Romano Germánico
- Adelardo (f. 844)
- Rodolfo (f. 892)
- Hedwig (f. 895)
- Gisela (f. 863)
- Giuditta (Judith), esposa de Arnulfo I de Baviera primero y de Conrado II de Borgoña después

Entre la rica dote que aportaba Gisela, el conde recibió también el control del fisco de Cysoing; en aquella época, un fisco era una propiedad rural separada del dominio real; en las posesiones vivían campesinos, entre los cuales algunos eran colonos, es decir, independientes, mientras que los otros, los siervos, dependían administrativamente del abad. El fisco real de Cysoing, situado en el centro del condado de Pévèle, era uno de los más bellos de la región.

## Acuerdo de Verdún

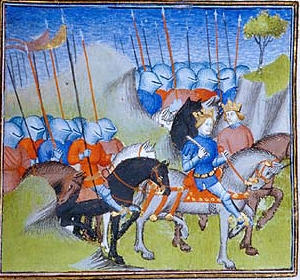
Lotario I y Luis el Germánico en la batalla de Fontenoy. Miniatura de las Grandes crónicas de Francia, s. XV

La actividad de Everardo del Friul no se limitaba solamente a controlar el fisco de Cysoing, sino que tenía otras ocupaciones en distintos territorios del Imperio. A la muerte del emperador Ludovico Pío en 840, se desencadenó una guerra entre Lotario I y sus dos hermanos, Luis el Germánico y Carlos el Calvo. Everardo se opuso firmemente a esta guerra fratricida y puso todo su empeño para que llegara a su fin. Después de la sangrienta batalla de Fontenoy-en-Puisaye (25 de junio de 841) organizó un encuentro entre Lotario y sus hermanos para negociar la paz. La reunión preparatoria se inició en 842 en Milin, cerca de Châlons-en-Champagne. Se decidió dividir el Imperio entre los tres hermanos. Los negociadores, entre quienes se encontraba Everardo, intentaron acordar un reparto equitativo del territorio. Recién en agosto de 843 pudieron presentar una resolución a los tres reyes en Verdún.

## Guerra contra los sarracenos
Tras el acuerdo, Everardo del Friul, llamado por Radelchis I de Benevento, regresó con urgencia a Italia para hacer frente a los sarracenos, quienes se habían convertido en una amenaza para los Estados de la península y habían saqueado Roma varias veces. Everardo, en su condición de duque del Friul, fue nombrado capitán y guía de la resistencia, que se prolongó hasta finales de 851.
El abad Bataille señaló que «Everardo aviva una reputación de soldado valeroso con una hábil conducción en esta batalla. En la tradición de Carlomagno, Everardo obliga a los vencidos a convertirse al cristianismo, enseñándoles el evangelio».[cita requerida]

## Testamento y muerte
De vuelta a sus dominios en 858, fue uno de los embajadores que el emperador Luis II el Joven envió a Ulm, a la corte de su tío Luis el Germánico.
A partir de esa fecha no se sabe mucho más de Everardo aparte de los eventos narrados en su Testimonanza. La Testimonanza fue redactada en el castillo de Musiestro, en el condado de Treviso, en 867; Everardo y Gisela no solo dejaron testimonio de sus tierras y propiedades a través de un testamento, sino que gracias a este documento quedó también recogida la identidad de distintos miembros de su familia y de la realeza. Con el consenso de su esposa, Everardo subdividió sus bienes entre sus siete hijos. El mayor, Unruoch III del Friul, recibió las propiedades en Lombardía y Alemania; el segundo, Berengario del Friul, obtuvo Annappes con todas las dependencias, a excepción de Gruson y otras propiedades en el Hesbaye y Condrost; Adelardo, el tercero, las tierras de Cysoing, Camphin-en-Pévèle, Gruson y Somain, con la promesa de respetar las posesiones de la abadía de Cysoing en esta región; el cuarto hijo, Rodolfo, recibió finalmente Vitry-en-Artois y Mestucha, pero la iglesia de Vitry fue donada a la abadía de Cysoing.
Las tres hijas de Everardo, Ingeltrude, Giuditta y Hedwig, obtuvieron varios dominios: Ermen, Marshen, Balghingham, Heliwsheim, Hostrenheim, Luisinga, Wendussa y Engerresteim. La copia incluía a otra hija, Gisela, pero esta murió en el momento de la redacción del documento, en el que también se repartieron equitativamente las joyas del duque y demás objetos preciosos de su capilla, así como libros de una extensa biblioteca que constaba de cincuenta volúmenes teológicos, colecciones de leyes, libros del arte de la guerra y distintos tratados de geografía, historia, medicina y ciencias. El testamento está datado en 866, el mismo año en que moriría Everardo del Friul el 16 de diciembre.